# Амманская декларация (2004)
Амманская декларация (араб. رسالة عمان‎) — заявление короля Иордании Абдаллы II от 9 ноября 2004 года (27 рамадана 1425 года хиджры), призывающее к толерантности и единству мусульманского мира.

## Содержание
Особое внимание уделяется следующим вопросам:
1) определение того, кого можно считать мусульманином,
2) отлучение от ислама (такфир),
3) принципы издания религиозных указов (фетв).

## Подписанты
Подписана ведущими мусульманскими богословами из 84-х стран, в том числе пятью российскими.